# 파스토라 솔레르
필라르 산체스 루케(Pilar Sánchez Luque, 1978년 9월 28일 ~ )는 예명인 파스토라 솔레르(Pastora Soler)로 더 잘 알려진 스페인의 가수이다. 그녀는 작곡도 하는데 주로 코플라, 플라멩코와 같은 스페인 음악과, 팝, 일렉트릭 팝 음악을 섞어 작곡한다.
그녀는 아제르바이잔, 바쿠에서 열린 유로비전 송 콘테스트 2012에서 스페인 대표로 참가하기도 했다.

## 경력

### 어린 시절
자국에서 엄청난 인기를 끌고있는 그녀는 어릴 때부터 플라멩코 장르의 노래를 많이 불렀다. 1994년, 그녀는 코플라 장르의 첫번째 앨범인 "Nuestras coplas"를 발매하기 위해 폴리그램과 계약을 맺었다. 그리고 1996년, 그녀는 두번째 앨범인 "El mundo que soné"를 발매하였는데, 첫번째 앨범과 달리 팝 음색이 강하다. 또한 이 앨범은 폴리그램과의 마지막 계약이었다.

### 1999~2004: 3개의 앨범Fuente de luna,Corazón congelado,Deseo
1999년, 그녀는 세번째 앨범 "Fuente de luna"를 발매하기 위해 그녀의 두번째 레이블인 Emi-Odeón과 계약을 맺었다. 이 앨범의 첫 싱글인 "Dámelo ya"는 그녀에게 있어 첫번째로 히트한 싱글이 되었다. 스페인에서만 12만장을 팔았고, 터키 차트에서는 1위를 찍기도 했다.
2001년, 카를로스 후안이 프로듀싱한 그녀의 네번째 앨범인 "Corazón congelado"가 발매되었다. 앨범의 리드 싱글인 "Corazón congelado"는 2001년에 열린 사이클 대회 "2001 Vuelta a España"의 테마곡으로 쓰였다. 이 앨범은 그녀의 앨범 중 처음으로 플래티넘을 증명받았다. 2002년에 발매된 그녀의 다섯번째 앨범 "Deseo"는 카를로스 후안에 의해 프로듀싱 되었으며, 전작에 비해 일렉트로닉의 느낌이 강해졌다. 이 앨범도 플래티넘을 증명받았다.

### 2005~2006:워너 뮤직 그룹과 계약, 앨범Pastora Soler와Sus grandes éxitos
2005년, 그녀는 Emi-Odeon과 계약을 끊고 워너 그룹 스페인과 계약을 하였다. 워너 뮤직 그룹과 첫번째 앨범이자 그녀의 여섯번째 앨범인 Pastora Soler는 마드리드와 밀라노에서 녹음 되었다. 이 앨범은 전작에 비해 더욱 성숙해졌다는게 여러 평론가들의 평이다. 리드싱글인 "Sólo tú"는 발라드로 스페인에서 히트를 치게 된다. 이 앨범은 장르의 변화에 성공해 판매량에서 골드를 증명받았다. 같은 해 그녀의 첫 컴필레이션 앨범인 Sus grandes éxitos가 발매되었다.

### 2007: 일곱번째 앨범Toda mi verdad
그녀의 일곱번째 앨범인 Toda mi verdad는 2007년 발매되었으며, 타리파에서 녹음, 하코보 칼데론이 프로듀싱하였다. 거의 모든 곡은 안토니오 마르티네즈-아레즈에 의해 작곡 되었다. 뿐만 아니라 처음으로 그녀가 작곡한 곡이 수록되었고, 그 곡은 앨범의 제목이 되었다. 이 앨범은 스페인 앨범 차트에서 13위를 기록했다. 또한 스페인 음악 시상식에서 베스트 코플라 앨범으로 수상되기도 하였다. 앨범의 성공으로 투어는 이집트로 가게되었다.

### 2009~2010:Bendita locura와 첫 라이브 앨범15 años
짧은 휴식기를 가진 뒤, 2009년 2월, 앨범의 첫 싱글 "Bendita locura"가 발매되었는데, 13개의 신곡과 마뉴엘 카라스코와의 듀엣 곡이 수록되어있다. 다비드 드마리아, 마르티네즈 아레스, 에스메랄다 그라오, 바네사 마르틴, 다비드 산티에스테반, 호세 아브라함, 알레한드로 산즈등의 최고의 작곡진이 참여하였다. 이 앨범은 스페인 앨범 차트에서 8위를 기록하게 된다.
2010년 9월 그녀는 세비야, 로페 드 베가 극장에서 열린 15주년 라이브 쇼를 녹음한 CD와 DVD를 함께 발매하였다. 15 años이 제목인 이 앨범은 그녀가 히트를 쳤던 싱글들이 수록되어 있으며, 말루, 미구엘 포베다와 마뉴엘 카라스코와 듀엣을 한 곡들도 수록되어 있다. 리드 싱글로 선택된 곡은 "La mala costumbre"의 어쿠스틱 버전으로 전작들 중 가장 좋은 곡을 선정한 것이라 한다. 이 앨범 또한 스페인 앨범 차트 8위를 기록한다. 이 앨범은 라틴 그래미 어워드에서 베스트 플라멩코 앨범으로 후보에 오르기도 하였고, 스페인에선 프레미오 드 라 무지카 시상식에서 베스트 코플라 앨범으로 후보에 오르기도 했다.

### 2011-2012:Una mujer como yo와유로비전 송 콘테스트 2012참가
그녀의 아홉번째 정규 앨범 Una mujer como yo는 2011년 10월에 발매되었다. 12개의 신곡이 수록되어있으며, 스페인 앨범 차트에서 첫 주 3위를 기록하기도 했다. 2011년 12월 21일, 그녀는 스페인 공영방송 RTVE에 의해 유로비전 송 콘테스트 2012 스페인 대표 자격을 받았다. 그녀의 곡"Quédate conmigo"는 유로비전 전문 작곡/작사가인 토마스 지슨, 토니 산체즈-올슨과 에릭 페른홀름에 의해 쓰였다. 그녀의 곡은 결승에서 97점을 얻고 10위를 차지하며 마쳤다. 스페인 연말 총 차트에서 35위를 기록하는 등 히트를 쳤다.

### 2013~현재: 열번째 앨범Conóceme
2013년, 그녀는 다비드 부스타만테, 모니카 나랑호, 피팅고와 함께 스페인 오디션 프로그램인 El Número Uno의 심사위원을 맡았다. 이 쇼는 스페인 방송사인 Antena 3에서 5월 31일과 7월 5일사이 방영되었다. 이후 첫 싱글인 "Te despertaré"가 발매되었고, 7월 22일, 첫 주 17위를 기록하며, 워너 그룹과 가장 성공적인 첫 주를 기록하였다. 이 앨범은 스페인 앨범 차트에서 첫 주 2위를 기록하였다.

## 음반 목록

### 정규 앨범
- Nuestras coplas (1994)
- El mundo que soñé (1996)
- Fuente de luna (1999) (스페인 앨범차트 1위, 플래티넘 인증)
- Corazón congelado (2001) (플래티넘 인증)
- Deseo (2002) (플래티넘 인증)
- Pastora Soler (2005) (스페인 앨범차트 18위)
- Toda mi verdad (2007) (스페인 앨범차트 13위)
- Bendita locura (2009) (스페인 앨범차트 8위)
- Una mujer como yo (2011) (스페인 앨범차트 3위)
- Conóceme (2013) (스페인 앨범차트 2위)

### 라이브 앨범
- 15 Años (2010) (스페인 앨범차트 9위)

### 컴필레이션 앨범
- Sus grandes éxitos (Greatest Hits) (2005)

### EP
- Especial Eurovisión (2012)